# Alberto D'Anna
Alberto D'Anna (Marcianise, 13 novembre 1962 – Caserta, 9 gennaio 2015) è stato un batterista italiano.

## Biografia
Originario di Marcianise, si laureò in etnomusicologia all'Università "La Sapienza", e tenne alcuni insegnamenti e seminari in materia. Studioso di musica dell'Africa, seguì le tecniche delle etnie centrali degli Ewe e degli Ashanti. Mise a punto una commistione di ritmi tribali e di influssi jazz e li applicò nel suo stile veloce e diretto di batteria, ispirandosi a Royal Hartigan, Mokhtar Samba e Kevin O' Sullivan.
Ha suonato con vari artisti tra cui Pino Daniele, Tullio De Piscopo, James Senese, Alan Sorrenti, Tony Esposito, Renzo Arbore, Eduardo De Crescenzo, Mike Mainieri. Insieme ad amici e colleghi come Antonio Onorato e Aldo Farias ha rappresentato un proprio concetto moderno di musica napoletana, permettendole di accogliere influssi africani e nordamericani, e ha dato luogo a un particolare stile veloce e antiritmico di batteria, noto come "ritmo zoppo" o Aksak in turco, che diventò il nome di un gruppo e il titolo di un suo album del 1996. Si faceva chiamare "la piovra" per la sua capacità di passare rapidamente da un pad all'altro ed era in grado di suonare a forza senza doppio pedale.
In carriera è stato leader dei gruppi Aksak, Ethno Jazz Trio e dell'Alberto D'Anna Trio, ha collaborato con artisti del suo stesso ambito tra cui Antonio Onorato, negli album Emmanuel (2009) e Breathing (2011), ed è comparso in Terra di Tutti del sassofonista Rocco Di Maiolo. Inoltre è citato da altri artisti jazz. Nonostante citazioni da parte di altri artisti e numerose collaborazioni, nella propria carriera non volle mai farsi pubblicità, né coi media tradizionali né con un proprio sito Internet. Era ritenuto un artista in senso letterale, indifferente al concetto stesso di notorietà, e per questa sua abitudine di stare in disparte era chiamato anche "il lupo".
Tra il 1984 e il 1986 è stato il batterista del gruppo Napoli Centrale, con James Senese al microfono e al sassofono, Guglielmo Guglielmi alle tastiere e Sergio Picucci al basso.
Nel 1985 collaborò con il percussionista partenopeo Tony Esposito, accompagnandolo e partecipando attivamente alla buona riuscita del suo tour.
Tra il 1987 e il 1988 fu parte integrante del programma in onda sulla Rai dal titolo Indietro tutta! condotto da Renzo Arbore, in qualità di batterista ufficiale dell'orchestra.
Nel 1987 entrò a far parte del gruppo Lingomania, sostituendo il batterista Roberto Gatto.
A Roma, tra l'aprile e il settembre del 1988 registrò l'album Fronn di Lello Panico & Phoenix, edito dalla Gala Records, a fianco di Massimo Urbani (sax alto), Danilo Rea (tastiere), Lello Panico (chitarra), Pippo Matino (basso elettrico), Gianfranco Salvatore (sintetizzatore, drum machine).
Successivamente, nel 1991, fu citato nel volume 17 della rivista di jazz internazionale Cadence, edita da Bob Rusch
e nel 1998 in Storia della fusion, a cura di Vincenzo Martorella.
Dal 1990 al 1993 si esibì nei jazz club di maggior rilievo nell'intera penisola, con un quintetto cui presero parte Antonello Salis, Danilo Terenzi, Sandro Satta e Riccardo Lay, mentre dal 1993 al 1995 calcò nuovi palcoscenici di alto rilievo con il "Riccardo Fassi quartet" e la "Tankio band".
La prima partecipazione di Alberto al festival di Clusone fu nel 1986, nel gruppo di Paolo Damiani con Pietro Condorelli, Paolo Fresu e Tiziana Ghiglioni. Nel 1995 partecipò alla quindicesima edizione del Clusone jazz festival (Sarnico, al Fontani) con la Tankio band, cui presero parte Riccardo Fassi al pianoforte, Marco Tamburini alla tromba, Gian Carlo Ciminelli alla tromba, Mario Corvini al trombone, Massimo Pirone alla tuba, Michel Audisso ai sax alto e soprano, Sandro Satta al sax alto, Torquato Sdrucia al sax baritono, Fabio Zeppetella alla chitarra, Luca Pirozzi al basso elettrico, Alfredo Minotti alle percussioni al microfono. Nello stesso anno partecipò anche al Garda jazz festival.
Nel 1998 collaborò insieme al tastierista Stefano Sastro, il sassofonista Stefano D'Anna e i bassisti Luca Pirozzi ed Enzo Pietropaoli alla realizzazione dell'album Inside Colors del chitarrista Umberto Fiorentino, alternandosi nelle esecuzioni ritmiche con il batterista Roberto Gatto.
Nel 2003 accompagnò l'artista napoletano Eduardo De Crescenzo in tutte le tappe del Tour La vita è un'altra, che traeva il titolo dall'omonimo album dello stesso artista. Con lui si esibirono sul palco Pippo Matino al basso, Gianni Guarracino e Franco Giacoia alle chitarre, Fulvio Liuzzi alle tastiere, Ernesto Vitolo all'organo Hammond e al piano Fender, Patrix Duenas alle percussioni, Rosanna Russo e Francesco Maraniello per i cori. 
Lo stesso tour, che ebbe come tappa iniziale il Palapartenope di Napoli, fu condotto da Red Ronnie e andò in onda su Rai Due, anche grazie all'impegno del percussionista Tony Esposito nelle vesti di promoter e al talento collaborativo di Mireille Mathieu, di Teresa De Sio e di Maria Pia De Vito.
Nel 2004 fondò il gruppo Aksak, insieme al contrabbassista Marco de Tilla e al trombonista Roberto Schiano, ultimo suo progetto musicale.
Nel 2008 collaborò con Aldo Farias alla realizzazione dell'album Language, fornendo un importante contributo artistico al progetto insieme a Giovanni Amato alla tromba, Daniele Scannapieco al sassofono e Angelo Farias al basso.
Nello stesso anno partecipò al Pomigliano Jazz Festival 2008, insieme allo stesso Aldo Farias, al pianista Francesco Nastro, al sassofonista Jerry Popolo e al bassista Angelo Farias.
Nel 2010 volò in Africa, a Kampala (Uganda), in tour con Antonio Onorato, chitarre; Diego Imparato, basso e Salvatore Visone management e produzioneː un'esperienza che lo stimolerà moltissimo artisticamente.
A gennaio 2015, mentre si trovava nel giardino della propria dimora, ebbe un malore. Morì in ospedale a Caserta all'età di 52 anni, dopo cinque giorni di agonia.
Il sindaco della città natia si è così espresso:

## Discografia

### Album in studio
- 1996 - Aksak

### Singoli
- 1984 - Arriba con James Senese

### Collaborazioni
- 1984 - Lingomania Camminando
- 1988 - Lello Panico Fronne
- 1988 - Umberto Fiorentino Inside Colors
- 1990 - Aldo Vigorito Do It
- 1990 - Riccardo Fassi Toast Man
- 1992 - Ernesto Vitolo Piano & bit
- 1995 - Riccardo Fassi Riccardo Fassi Tankio Band – Plays the Music of Frank Zappa
- 2001 - Aldo Farias Murales
- 2006 - Ernesto Vitolo Vintage Hands
- 2008 - Aldo Farias Languages
- 2009 - Antonio Onorato Emmanuel
- 2011 - Antonio Onorato Breathing
- 2011 - Rocco Di Maiolo Terra di Tutti